# Panhard & Levassor Type X5
Der Panhard & Levassor Type X5 ist ein frühes Pkw-Modell. Hersteller war Panhard & Levassor in Frankreich.

## Beschreibung
Die Fahrzeuge haben einen von Arthur Constantin Krebs entwickelten Ottomotor. Im Motorcode „U4E“ steht das „U“ für den Monoblockmotor und die „4“ für die Anzahl der Zylinder.
Der Vierzylinder-Reihenmotor hat 80 mm Bohrung, 120 mm Hub und 2413 cm³ Hubraum. Er wurde auch 12 CV genannt. Die Leistung des Frontmotors wird über ein Dreiganggetriebe und eine Kardanwelle an die Hinterachse übertragen.
Der Radstand beträgt zwischen 277 cm und 313 cm.
Bekannt sind die Karosseriebauformen Doppelphaeton, Torpedo, Limousine und Landaulet.
Die Produktion lief von Oktober 1909 bis März 1912. In den einzelnen Kalenderjahren wurden 32, 887, 499 und 4 Fahrzeuge hergestellt. Zusammen sind das 1422 Fahrzeuge, von denen 777 exportiert wurden.
Vorgänger war der Type X. Type X16 und Type X10 wurden die Nachfolger.